# Трансформатор.doc
Трансформатор.doc — экспериментальная площадка московского «Театра.doc», открытая в декабре 2016 года на территории арт-сквота «Электрозавод».

## История площадки
Площадка «Трансформатор.doc» была создана усилиями Всеволода Лисовского и его соратников на территории арт-сквота «Электрозавод». 
Девиз открывавшейся формации: Трансформатор.doc — искусство быть маргинальным. Манифест новой сцены гласит: «В этом зале мы будем заниматься невозможным. Делать то, что противоречит законам экономическим, физическим, театральным, художественным, законам здравого смысла».
Открытие площадки «Трансформатор.doc» состоялось 3 декабря 2016 года.
Анонсированная программа «Трансформатора» на первый месяц существования включала в себя спектакль-путешествие «Неявные воздействия (спектакль)» на Электрозаводе, премьеру спектакля Всеволода Лисовского «Никто не узнает ничего. Никогда» («Лаборатория смерти»), лекцию Романа Осьминкина, перформанс Дмитрия Фиалковского по мотивам текстов Ги Дебора («Лаборатория смерти»), спектакли «Молчание на заданную тему», «Вакханки», «Шпатель», «Гамлет», спектакль Алексея Киселева «Настоящее время» и концерт группы «Негры» («Лаборатория смерти»), новогодний перформанс Олега Мавроматти («Лаборатория смерти»).
24 марта 2017 года «Трансформатор.doc» на территории арт-сквота «Электрозавод» был закрыт по настоянию администрации «Электрозавода». «Дестабилизировали работу студии «Мазл Тов» (партнеры театра, с которыми «Театр.doc» основал «Трансформатор») проверками документов. Конкретных претензий предъявить не могли, но намекали, что спокойно жить и работать не дадут», — сообщил в фейсбуке Всеволод Лисовский.
1 апреля 2017 года стало известно новом адресе «Трансформатор.doc»: площадку приняла под своё крыло известная московская галерея «МАР'С», расположенная в Пушкарёвом переулке.
12 апреля 2018 года была зарегистрирована Автономная некоммерческая организация „Центр театральных исследований «Трансформатор»“. Директор — Всеволод Лисовский, учредители — Анастасия Черепанова, Всеволод Лисовский, Марина Карлышева, Анна-Мария Апостолова.
В июле 2019 года стало известно, что ЦТИ «Трансформатор» будет «прописан» на площадке нового театрального центра на улице Казакова, неподалёку от Гоголь-центра, вместе такими театральными институциями, как Театр им. Алехандро Валенсио, Binary Biotheatre Василия Березина, фестиваль драматургии «Любимовка», Театр Труда, «Эскизы в пространстве», пластический Liquid Theatre, Театр Взаимных Действий.

## Цитаты
- «Очень точное название получилось „Трансформатор. Doc“. Если трансформатор понимать впрямую, то это преобразователь энергии — чем, собственно говоря, театр и занимается. Там, в основном, мы аккумулируем спектакли, которые мы условно называем авангардными»[10] — Михаил Угаров, 2016.
- «Больше нет сил ждать, пока действительность — театральная, художественная и вообще любая — сама собой преобразуется во что-то удобоваримое. Хватит нежничать со всей этой шнягой. Мы не ждем упорядочивания, мы занимаемся радикальной трансформацией действительности. В этом зале мы будем заниматься невозможным, делать то, что противоречит законам экономическим, физическим, театральным, художественным и законам здравого смысла»[11] — Всеволод Лисовский, 2016.